# 張守中 (嘉靖己酉舉人)
張守中（？—1575年），號大石，山西平陽府聞喜縣人，明朝政治人物。

## 生平
幼年由祖母賈氏口授經書，嘉靖二十八年（1549年）己酉科山西鄉試舉人，授保定府通判，升通州知州。二十九年（1550年）庚戌之變時拒絕總制入城，四十二年（1563年）十一月敘守城卻虜功，升山東按察司僉事、兵備密雲，升山東按察司副使，隆慶元年（1567年）十月因牆子嶺失利，參將吳昂為察哈爾部所殺，降為山東按察司僉事。二年（1568年）三月調陝西按察司僉事、兵備神木，稱病乞休。後升陝西布政使司右參政兼僉事。
萬曆元年（1573年）二月任都察院右僉都御史、巡撫延綏等處地方，三年（1575年）三月升都察院右副都御史，仍舊巡撫，十月卒於官，賜祭葬，贈兵部左侍郎。

## 家族
祖父張勛，祖母賈氏。父張九疇，贈山東按察司副使。